# Dodson (Texas)
Dodson é uma cidade  localizada no estado norte-americano de Texas, no Condado de Collingsworth.

## Demografia
Segundo o censo norte-americano de 2000, a sua população era de 115 habitantes.
Em 2006, foi estimada uma população de 107, um decréscimo de 8 (-7.0%).

## Geografia
De acordo com o United States Census Bureau tem uma área de
1,6 km², dos quais 1,6 km² cobertos por terra e 0,0 km² cobertos por água. Dodson localiza-se a aproximadamente 546 m acima do nível do mar.

## Localidades na vizinhança
O diagrama seguinte representa as localidades num raio de 40 km ao redor de Dodson.